# Armageddon (film)
 For alternative betydninger, se Armageddon (flertydig). (Se også artikler, som begynder med Armageddon)
Armageddon er en amerikansk katastrofe- og science fiction-film fra 1998 og handler om en gruppe borebisser, som sendes ud i verdensrummet af NASA for at forhindre en asteroide i at kollidere med Jorden. Filmen er instrueret af Michael Bay og produceret af Jerry Bruckheimer. I hovedrollerne er blandt andre en række kendte skuespillere som Bruce Willis, Billy Bob Thornton, Ben Affleck, Liv Tyler, Owen Wilson, Will Patton, Peter Stormare, Michael Clarke Duncan og Steve Buscemi.
Armageddon blev udgivet i en periode, hvor katastrofefilm havde et comeback. En anden asteroide-sammenstøds-film, Deep Impact, samt en genindspilning af Godzilla blev lavet samme år.
Soundtracket indeholder sangen I Don't Want to Miss a Thing af Aerosmith, og sangen var det første nummer 1-hit i bandets karriere.

## Taglines
- It's Closer Than You Think.
- Heads Up!
- Earth. It Was Fun While It Lasted.
- The Earth's Darkest Day Will Be Man's Finest Hour
- For Love. For Honor. For Mankind.
- 6 billion people on the earth. Why did you pick me?.
- Talk about the wrong stuff

## Rolleliste
- Bruce Willis – Harry Stamper, toolpusher
- Billy Bob Thornton – Dan Truman, NASA-administrator
- Ben Affleck – A.J. Frost, chefborer
- Liv Tyler – Grace Stamper, Harrys datter
- Will Patton – Charles 'Chick' Chapple, roughneck
- Steve Buscemi – Rockhound, geolog
- William Fichtner – oberst William Sharp, Freedoms kaptajn
- Owen Wilson – Oscar Choi, geolog
- Michael Clarke Duncan – Jayotis 'Bear' Kurleenbear, roughneck
- Peter Stormare – Lev Andropov, kosmonaut
- Ken Hudson Campbell – Max Lennert, roughneck
- Jessica Steen – Jennifer Watts, Freedoms andenpilot
- Keith David – generalløjtnant Kimsey
- Chris Ellis – Walter Clark, flyveleder
- Jason Isaacs – Dr. Ronald Quincy, forsker
- Eddie Griffin – Little Guy